# Estación Herrera Vegas
Herrera Vegas era una estación ferroviaria ubicada en el Partido de Hipólito Yrigoyen, Provincia de Buenos Aires, Argentina.

## Servicios
La estación formaba parte del Ferrocarril Midland de Buenos Aires que unía la Estación Puente Alsina con la ciudad de Carhué.
A partir de la nacionalización de 1948 pasó a formar parte del Ferrocarril General Belgrano.
La estación fue deshabilitada en 1977. Durante el siglo XXI se instaló allí un jardín de infantes.